# 中华人民共和国动物防疫法
《中华人民共和国动物防疫法》是一部中华人民共和国法律，该法律最初制定于1997年。现行版本于2021年1月22日在第十三届全国人民代表大会常务委员会通过，并于2021年5月1日起施行。

## 立法缘由
《中华人民共和国动物防疫法》的第一条是“为了加强对动物防疫活动的管理，预防、控制、净化、消灭动物疫病，促进养殖业发展，防控人畜共患传染病，保障公共卫生安全和人体健康，制定本法。”

## 实施
《中华人民共和国动物防疫法》的最后一条是“本法自2021年5月1日起施行。”